# Зворотний мат
Зворотний мат (інша назва - кіпергань від франц. gui регd gаgnе - хто програє, той виграє) — один із найдавніших різновидів «казкових шахів».
У зворотньому маті — білі починають і змушують чорних дати собі ж (білим) мат.

## Історія
Задачі на зворотний мат зустрічалися в Сальвіо, дель Ріо, Лоллі, Понціані.
Завдяки композиціям  Болтона, Брауна, Оппена, Шінкмана  зворотній мат набув  популярності у ХІХ сторіччі
Задачі на зворотній мат  стали популярними серед композиторів і розв'язувачів України в кінці 20-го - на початку 21 сторіччя.

## Приклади
|   | a | b | c | d | e | f | g | h |   |
| 8 | f8 біла тура · g8 чорний кінь · b7 білий кінь · d7 чорний король · f7 чорний слон · h7 білий ферзь · b6 білий пішак · f6 білий пішак · h6 чорний пішак · b5 білий пішак · d5 білий пішак · h5 чорний пішак · d4 білий кінь · h4 білий король · h3 білий пішак · d2 білий слон · c1 біла тура | f8 біла тура · g8 чорний кінь · b7 білий кінь · d7 чорний король · f7 чорний слон · h7 білий ферзь · b6 білий пішак · f6 білий пішак · h6 чорний пішак · b5 білий пішак · d5 білий пішак · h5 чорний пішак · d4 білий кінь · h4 білий король · h3 білий пішак · d2 білий слон · c1 біла тура | f8 біла тура · g8 чорний кінь · b7 білий кінь · d7 чорний король · f7 чорний слон · h7 білий ферзь · b6 білий пішак · f6 білий пішак · h6 чорний пішак · b5 білий пішак · d5 білий пішак · h5 чорний пішак · d4 білий кінь · h4 білий король · h3 білий пішак · d2 білий слон · c1 біла тура | f8 біла тура · g8 чорний кінь · b7 білий кінь · d7 чорний король · f7 чорний слон · h7 білий ферзь · b6 білий пішак · f6 білий пішак · h6 чорний пішак · b5 білий пішак · d5 білий пішак · h5 чорний пішак · d4 білий кінь · h4 білий король · h3 білий пішак · d2 білий слон · c1 біла тура | f8 біла тура · g8 чорний кінь · b7 білий кінь · d7 чорний король · f7 чорний слон · h7 білий ферзь · b6 білий пішак · f6 білий пішак · h6 чорний пішак · b5 білий пішак · d5 білий пішак · h5 чорний пішак · d4 білий кінь · h4 білий король · h3 білий пішак · d2 білий слон · c1 біла тура | f8 біла тура · g8 чорний кінь · b7 білий кінь · d7 чорний король · f7 чорний слон · h7 білий ферзь · b6 білий пішак · f6 білий пішак · h6 чорний пішак · b5 білий пішак · d5 білий пішак · h5 чорний пішак · d4 білий кінь · h4 білий король · h3 білий пішак · d2 білий слон · c1 біла тура | f8 біла тура · g8 чорний кінь · b7 білий кінь · d7 чорний король · f7 чорний слон · h7 білий ферзь · b6 білий пішак · f6 білий пішак · h6 чорний пішак · b5 білий пішак · d5 білий пішак · h5 чорний пішак · d4 білий кінь · h4 білий король · h3 білий пішак · d2 білий слон · c1 біла тура | f8 біла тура · g8 чорний кінь · b7 білий кінь · d7 чорний король · f7 чорний слон · h7 білий ферзь · b6 білий пішак · f6 білий пішак · h6 чорний пішак · b5 білий пішак · d5 білий пішак · h5 чорний пішак · d4 білий кінь · h4 білий король · h3 білий пішак · d2 білий слон · c1 біла тура | 8 |
| 7 | f8 біла тура · g8 чорний кінь · b7 білий кінь · d7 чорний король · f7 чорний слон · h7 білий ферзь · b6 білий пішак · f6 білий пішак · h6 чорний пішак · b5 білий пішак · d5 білий пішак · h5 чорний пішак · d4 білий кінь · h4 білий король · h3 білий пішак · d2 білий слон · c1 біла тура | f8 біла тура · g8 чорний кінь · b7 білий кінь · d7 чорний король · f7 чорний слон · h7 білий ферзь · b6 білий пішак · f6 білий пішак · h6 чорний пішак · b5 білий пішак · d5 білий пішак · h5 чорний пішак · d4 білий кінь · h4 білий король · h3 білий пішак · d2 білий слон · c1 біла тура | f8 біла тура · g8 чорний кінь · b7 білий кінь · d7 чорний король · f7 чорний слон · h7 білий ферзь · b6 білий пішак · f6 білий пішак · h6 чорний пішак · b5 білий пішак · d5 білий пішак · h5 чорний пішак · d4 білий кінь · h4 білий король · h3 білий пішак · d2 білий слон · c1 біла тура | f8 біла тура · g8 чорний кінь · b7 білий кінь · d7 чорний король · f7 чорний слон · h7 білий ферзь · b6 білий пішак · f6 білий пішак · h6 чорний пішак · b5 білий пішак · d5 білий пішак · h5 чорний пішак · d4 білий кінь · h4 білий король · h3 білий пішак · d2 білий слон · c1 біла тура | f8 біла тура · g8 чорний кінь · b7 білий кінь · d7 чорний король · f7 чорний слон · h7 білий ферзь · b6 білий пішак · f6 білий пішак · h6 чорний пішак · b5 білий пішак · d5 білий пішак · h5 чорний пішак · d4 білий кінь · h4 білий король · h3 білий пішак · d2 білий слон · c1 біла тура | f8 біла тура · g8 чорний кінь · b7 білий кінь · d7 чорний король · f7 чорний слон · h7 білий ферзь · b6 білий пішак · f6 білий пішак · h6 чорний пішак · b5 білий пішак · d5 білий пішак · h5 чорний пішак · d4 білий кінь · h4 білий король · h3 білий пішак · d2 білий слон · c1 біла тура | f8 біла тура · g8 чорний кінь · b7 білий кінь · d7 чорний король · f7 чорний слон · h7 білий ферзь · b6 білий пішак · f6 білий пішак · h6 чорний пішак · b5 білий пішак · d5 білий пішак · h5 чорний пішак · d4 білий кінь · h4 білий король · h3 білий пішак · d2 білий слон · c1 біла тура | f8 біла тура · g8 чорний кінь · b7 білий кінь · d7 чорний король · f7 чорний слон · h7 білий ферзь · b6 білий пішак · f6 білий пішак · h6 чорний пішак · b5 білий пішак · d5 білий пішак · h5 чорний пішак · d4 білий кінь · h4 білий король · h3 білий пішак · d2 білий слон · c1 біла тура | 7 |
| 6 | f8 біла тура · g8 чорний кінь · b7 білий кінь · d7 чорний король · f7 чорний слон · h7 білий ферзь · b6 білий пішак · f6 білий пішак · h6 чорний пішак · b5 білий пішак · d5 білий пішак · h5 чорний пішак · d4 білий кінь · h4 білий король · h3 білий пішак · d2 білий слон · c1 біла тура | f8 біла тура · g8 чорний кінь · b7 білий кінь · d7 чорний король · f7 чорний слон · h7 білий ферзь · b6 білий пішак · f6 білий пішак · h6 чорний пішак · b5 білий пішак · d5 білий пішак · h5 чорний пішак · d4 білий кінь · h4 білий король · h3 білий пішак · d2 білий слон · c1 біла тура | f8 біла тура · g8 чорний кінь · b7 білий кінь · d7 чорний король · f7 чорний слон · h7 білий ферзь · b6 білий пішак · f6 білий пішак · h6 чорний пішак · b5 білий пішак · d5 білий пішак · h5 чорний пішак · d4 білий кінь · h4 білий король · h3 білий пішак · d2 білий слон · c1 біла тура | f8 біла тура · g8 чорний кінь · b7 білий кінь · d7 чорний король · f7 чорний слон · h7 білий ферзь · b6 білий пішак · f6 білий пішак · h6 чорний пішак · b5 білий пішак · d5 білий пішак · h5 чорний пішак · d4 білий кінь · h4 білий король · h3 білий пішак · d2 білий слон · c1 біла тура | f8 біла тура · g8 чорний кінь · b7 білий кінь · d7 чорний король · f7 чорний слон · h7 білий ферзь · b6 білий пішак · f6 білий пішак · h6 чорний пішак · b5 білий пішак · d5 білий пішак · h5 чорний пішак · d4 білий кінь · h4 білий король · h3 білий пішак · d2 білий слон · c1 біла тура | f8 біла тура · g8 чорний кінь · b7 білий кінь · d7 чорний король · f7 чорний слон · h7 білий ферзь · b6 білий пішак · f6 білий пішак · h6 чорний пішак · b5 білий пішак · d5 білий пішак · h5 чорний пішак · d4 білий кінь · h4 білий король · h3 білий пішак · d2 білий слон · c1 біла тура | f8 біла тура · g8 чорний кінь · b7 білий кінь · d7 чорний король · f7 чорний слон · h7 білий ферзь · b6 білий пішак · f6 білий пішак · h6 чорний пішак · b5 білий пішак · d5 білий пішак · h5 чорний пішак · d4 білий кінь · h4 білий король · h3 білий пішак · d2 білий слон · c1 біла тура | f8 біла тура · g8 чорний кінь · b7 білий кінь · d7 чорний король · f7 чорний слон · h7 білий ферзь · b6 білий пішак · f6 білий пішак · h6 чорний пішак · b5 білий пішак · d5 білий пішак · h5 чорний пішак · d4 білий кінь · h4 білий король · h3 білий пішак · d2 білий слон · c1 біла тура | 6 |
| 5 | f8 біла тура · g8 чорний кінь · b7 білий кінь · d7 чорний король · f7 чорний слон · h7 білий ферзь · b6 білий пішак · f6 білий пішак · h6 чорний пішак · b5 білий пішак · d5 білий пішак · h5 чорний пішак · d4 білий кінь · h4 білий король · h3 білий пішак · d2 білий слон · c1 біла тура | f8 біла тура · g8 чорний кінь · b7 білий кінь · d7 чорний король · f7 чорний слон · h7 білий ферзь · b6 білий пішак · f6 білий пішак · h6 чорний пішак · b5 білий пішак · d5 білий пішак · h5 чорний пішак · d4 білий кінь · h4 білий король · h3 білий пішак · d2 білий слон · c1 біла тура | f8 біла тура · g8 чорний кінь · b7 білий кінь · d7 чорний король · f7 чорний слон · h7 білий ферзь · b6 білий пішак · f6 білий пішак · h6 чорний пішак · b5 білий пішак · d5 білий пішак · h5 чорний пішак · d4 білий кінь · h4 білий король · h3 білий пішак · d2 білий слон · c1 біла тура | f8 біла тура · g8 чорний кінь · b7 білий кінь · d7 чорний король · f7 чорний слон · h7 білий ферзь · b6 білий пішак · f6 білий пішак · h6 чорний пішак · b5 білий пішак · d5 білий пішак · h5 чорний пішак · d4 білий кінь · h4 білий король · h3 білий пішак · d2 білий слон · c1 біла тура | f8 біла тура · g8 чорний кінь · b7 білий кінь · d7 чорний король · f7 чорний слон · h7 білий ферзь · b6 білий пішак · f6 білий пішак · h6 чорний пішак · b5 білий пішак · d5 білий пішак · h5 чорний пішак · d4 білий кінь · h4 білий король · h3 білий пішак · d2 білий слон · c1 біла тура | f8 біла тура · g8 чорний кінь · b7 білий кінь · d7 чорний король · f7 чорний слон · h7 білий ферзь · b6 білий пішак · f6 білий пішак · h6 чорний пішак · b5 білий пішак · d5 білий пішак · h5 чорний пішак · d4 білий кінь · h4 білий король · h3 білий пішак · d2 білий слон · c1 біла тура | f8 біла тура · g8 чорний кінь · b7 білий кінь · d7 чорний король · f7 чорний слон · h7 білий ферзь · b6 білий пішак · f6 білий пішак · h6 чорний пішак · b5 білий пішак · d5 білий пішак · h5 чорний пішак · d4 білий кінь · h4 білий король · h3 білий пішак · d2 білий слон · c1 біла тура | f8 біла тура · g8 чорний кінь · b7 білий кінь · d7 чорний король · f7 чорний слон · h7 білий ферзь · b6 білий пішак · f6 білий пішак · h6 чорний пішак · b5 білий пішак · d5 білий пішак · h5 чорний пішак · d4 білий кінь · h4 білий король · h3 білий пішак · d2 білий слон · c1 біла тура | 5 |
| 4 | f8 біла тура · g8 чорний кінь · b7 білий кінь · d7 чорний король · f7 чорний слон · h7 білий ферзь · b6 білий пішак · f6 білий пішак · h6 чорний пішак · b5 білий пішак · d5 білий пішак · h5 чорний пішак · d4 білий кінь · h4 білий король · h3 білий пішак · d2 білий слон · c1 біла тура | f8 біла тура · g8 чорний кінь · b7 білий кінь · d7 чорний король · f7 чорний слон · h7 білий ферзь · b6 білий пішак · f6 білий пішак · h6 чорний пішак · b5 білий пішак · d5 білий пішак · h5 чорний пішак · d4 білий кінь · h4 білий король · h3 білий пішак · d2 білий слон · c1 біла тура | f8 біла тура · g8 чорний кінь · b7 білий кінь · d7 чорний король · f7 чорний слон · h7 білий ферзь · b6 білий пішак · f6 білий пішак · h6 чорний пішак · b5 білий пішак · d5 білий пішак · h5 чорний пішак · d4 білий кінь · h4 білий король · h3 білий пішак · d2 білий слон · c1 біла тура | f8 біла тура · g8 чорний кінь · b7 білий кінь · d7 чорний король · f7 чорний слон · h7 білий ферзь · b6 білий пішак · f6 білий пішак · h6 чорний пішак · b5 білий пішак · d5 білий пішак · h5 чорний пішак · d4 білий кінь · h4 білий король · h3 білий пішак · d2 білий слон · c1 біла тура | f8 біла тура · g8 чорний кінь · b7 білий кінь · d7 чорний король · f7 чорний слон · h7 білий ферзь · b6 білий пішак · f6 білий пішак · h6 чорний пішак · b5 білий пішак · d5 білий пішак · h5 чорний пішак · d4 білий кінь · h4 білий король · h3 білий пішак · d2 білий слон · c1 біла тура | f8 біла тура · g8 чорний кінь · b7 білий кінь · d7 чорний король · f7 чорний слон · h7 білий ферзь · b6 білий пішак · f6 білий пішак · h6 чорний пішак · b5 білий пішак · d5 білий пішак · h5 чорний пішак · d4 білий кінь · h4 білий король · h3 білий пішак · d2 білий слон · c1 біла тура | f8 біла тура · g8 чорний кінь · b7 білий кінь · d7 чорний король · f7 чорний слон · h7 білий ферзь · b6 білий пішак · f6 білий пішак · h6 чорний пішак · b5 білий пішак · d5 білий пішак · h5 чорний пішак · d4 білий кінь · h4 білий король · h3 білий пішак · d2 білий слон · c1 біла тура | f8 біла тура · g8 чорний кінь · b7 білий кінь · d7 чорний король · f7 чорний слон · h7 білий ферзь · b6 білий пішак · f6 білий пішак · h6 чорний пішак · b5 білий пішак · d5 білий пішак · h5 чорний пішак · d4 білий кінь · h4 білий король · h3 білий пішак · d2 білий слон · c1 біла тура | 4 |
| 3 | f8 біла тура · g8 чорний кінь · b7 білий кінь · d7 чорний король · f7 чорний слон · h7 білий ферзь · b6 білий пішак · f6 білий пішак · h6 чорний пішак · b5 білий пішак · d5 білий пішак · h5 чорний пішак · d4 білий кінь · h4 білий король · h3 білий пішак · d2 білий слон · c1 біла тура | f8 біла тура · g8 чорний кінь · b7 білий кінь · d7 чорний король · f7 чорний слон · h7 білий ферзь · b6 білий пішак · f6 білий пішак · h6 чорний пішак · b5 білий пішак · d5 білий пішак · h5 чорний пішак · d4 білий кінь · h4 білий король · h3 білий пішак · d2 білий слон · c1 біла тура | f8 біла тура · g8 чорний кінь · b7 білий кінь · d7 чорний король · f7 чорний слон · h7 білий ферзь · b6 білий пішак · f6 білий пішак · h6 чорний пішак · b5 білий пішак · d5 білий пішак · h5 чорний пішак · d4 білий кінь · h4 білий король · h3 білий пішак · d2 білий слон · c1 біла тура | f8 біла тура · g8 чорний кінь · b7 білий кінь · d7 чорний король · f7 чорний слон · h7 білий ферзь · b6 білий пішак · f6 білий пішак · h6 чорний пішак · b5 білий пішак · d5 білий пішак · h5 чорний пішак · d4 білий кінь · h4 білий король · h3 білий пішак · d2 білий слон · c1 біла тура | f8 біла тура · g8 чорний кінь · b7 білий кінь · d7 чорний король · f7 чорний слон · h7 білий ферзь · b6 білий пішак · f6 білий пішак · h6 чорний пішак · b5 білий пішак · d5 білий пішак · h5 чорний пішак · d4 білий кінь · h4 білий король · h3 білий пішак · d2 білий слон · c1 біла тура | f8 біла тура · g8 чорний кінь · b7 білий кінь · d7 чорний король · f7 чорний слон · h7 білий ферзь · b6 білий пішак · f6 білий пішак · h6 чорний пішак · b5 білий пішак · d5 білий пішак · h5 чорний пішак · d4 білий кінь · h4 білий король · h3 білий пішак · d2 білий слон · c1 біла тура | f8 біла тура · g8 чорний кінь · b7 білий кінь · d7 чорний король · f7 чорний слон · h7 білий ферзь · b6 білий пішак · f6 білий пішак · h6 чорний пішак · b5 білий пішак · d5 білий пішак · h5 чорний пішак · d4 білий кінь · h4 білий король · h3 білий пішак · d2 білий слон · c1 біла тура | f8 біла тура · g8 чорний кінь · b7 білий кінь · d7 чорний король · f7 чорний слон · h7 білий ферзь · b6 білий пішак · f6 білий пішак · h6 чорний пішак · b5 білий пішак · d5 білий пішак · h5 чорний пішак · d4 білий кінь · h4 білий король · h3 білий пішак · d2 білий слон · c1 біла тура | 3 |
| 2 | f8 біла тура · g8 чорний кінь · b7 білий кінь · d7 чорний король · f7 чорний слон · h7 білий ферзь · b6 білий пішак · f6 білий пішак · h6 чорний пішак · b5 білий пішак · d5 білий пішак · h5 чорний пішак · d4 білий кінь · h4 білий король · h3 білий пішак · d2 білий слон · c1 біла тура | f8 біла тура · g8 чорний кінь · b7 білий кінь · d7 чорний король · f7 чорний слон · h7 білий ферзь · b6 білий пішак · f6 білий пішак · h6 чорний пішак · b5 білий пішак · d5 білий пішак · h5 чорний пішак · d4 білий кінь · h4 білий король · h3 білий пішак · d2 білий слон · c1 біла тура | f8 біла тура · g8 чорний кінь · b7 білий кінь · d7 чорний король · f7 чорний слон · h7 білий ферзь · b6 білий пішак · f6 білий пішак · h6 чорний пішак · b5 білий пішак · d5 білий пішак · h5 чорний пішак · d4 білий кінь · h4 білий король · h3 білий пішак · d2 білий слон · c1 біла тура | f8 біла тура · g8 чорний кінь · b7 білий кінь · d7 чорний король · f7 чорний слон · h7 білий ферзь · b6 білий пішак · f6 білий пішак · h6 чорний пішак · b5 білий пішак · d5 білий пішак · h5 чорний пішак · d4 білий кінь · h4 білий король · h3 білий пішак · d2 білий слон · c1 біла тура | f8 біла тура · g8 чорний кінь · b7 білий кінь · d7 чорний король · f7 чорний слон · h7 білий ферзь · b6 білий пішак · f6 білий пішак · h6 чорний пішак · b5 білий пішак · d5 білий пішак · h5 чорний пішак · d4 білий кінь · h4 білий король · h3 білий пішак · d2 білий слон · c1 біла тура | f8 біла тура · g8 чорний кінь · b7 білий кінь · d7 чорний король · f7 чорний слон · h7 білий ферзь · b6 білий пішак · f6 білий пішак · h6 чорний пішак · b5 білий пішак · d5 білий пішак · h5 чорний пішак · d4 білий кінь · h4 білий король · h3 білий пішак · d2 білий слон · c1 біла тура | f8 біла тура · g8 чорний кінь · b7 білий кінь · d7 чорний король · f7 чорний слон · h7 білий ферзь · b6 білий пішак · f6 білий пішак · h6 чорний пішак · b5 білий пішак · d5 білий пішак · h5 чорний пішак · d4 білий кінь · h4 білий король · h3 білий пішак · d2 білий слон · c1 біла тура | f8 біла тура · g8 чорний кінь · b7 білий кінь · d7 чорний король · f7 чорний слон · h7 білий ферзь · b6 білий пішак · f6 білий пішак · h6 чорний пішак · b5 білий пішак · d5 білий пішак · h5 чорний пішак · d4 білий кінь · h4 білий король · h3 білий пішак · d2 білий слон · c1 біла тура | 2 |
| 1 | f8 біла тура · g8 чорний кінь · b7 білий кінь · d7 чорний король · f7 чорний слон · h7 білий ферзь · b6 білий пішак · f6 білий пішак · h6 чорний пішак · b5 білий пішак · d5 білий пішак · h5 чорний пішак · d4 білий кінь · h4 білий король · h3 білий пішак · d2 білий слон · c1 біла тура | f8 біла тура · g8 чорний кінь · b7 білий кінь · d7 чорний король · f7 чорний слон · h7 білий ферзь · b6 білий пішак · f6 білий пішак · h6 чорний пішак · b5 білий пішак · d5 білий пішак · h5 чорний пішак · d4 білий кінь · h4 білий король · h3 білий пішак · d2 білий слон · c1 біла тура | f8 біла тура · g8 чорний кінь · b7 білий кінь · d7 чорний король · f7 чорний слон · h7 білий ферзь · b6 білий пішак · f6 білий пішак · h6 чорний пішак · b5 білий пішак · d5 білий пішак · h5 чорний пішак · d4 білий кінь · h4 білий король · h3 білий пішак · d2 білий слон · c1 біла тура | f8 біла тура · g8 чорний кінь · b7 білий кінь · d7 чорний король · f7 чорний слон · h7 білий ферзь · b6 білий пішак · f6 білий пішак · h6 чорний пішак · b5 білий пішак · d5 білий пішак · h5 чорний пішак · d4 білий кінь · h4 білий король · h3 білий пішак · d2 білий слон · c1 біла тура | f8 біла тура · g8 чорний кінь · b7 білий кінь · d7 чорний король · f7 чорний слон · h7 білий ферзь · b6 білий пішак · f6 білий пішак · h6 чорний пішак · b5 білий пішак · d5 білий пішак · h5 чорний пішак · d4 білий кінь · h4 білий король · h3 білий пішак · d2 білий слон · c1 біла тура | f8 біла тура · g8 чорний кінь · b7 білий кінь · d7 чорний король · f7 чорний слон · h7 білий ферзь · b6 білий пішак · f6 білий пішак · h6 чорний пішак · b5 білий пішак · d5 білий пішак · h5 чорний пішак · d4 білий кінь · h4 білий король · h3 білий пішак · d2 білий слон · c1 біла тура | f8 біла тура · g8 чорний кінь · b7 білий кінь · d7 чорний король · f7 чорний слон · h7 білий ферзь · b6 білий пішак · f6 білий пішак · h6 чорний пішак · b5 білий пішак · d5 білий пішак · h5 чорний пішак · d4 білий кінь · h4 білий король · h3 білий пішак · d2 білий слон · c1 біла тура | f8 біла тура · g8 чорний кінь · b7 білий кінь · d7 чорний король · f7 чорний слон · h7 білий ферзь · b6 білий пішак · f6 білий пішак · h6 чорний пішак · b5 білий пішак · d5 білий пішак · h5 чорний пішак · d4 білий кінь · h4 білий король · h3 білий пішак · d2 білий слон · c1 біла тура | 1 |
|   | a | b | c | d | e | f | g | h |   |

1.Кb3!  цугцванг  
1. ...   Ке7 
2. Кb7-с5 +   Крd6 
3. Сf4    Кр:d5 
4. Ф:f5   К:f5++ і дають мат    
1. ...  К:f6 
2. Td8+   Кре7 
3. Те1+   Ке4 
4. Сg5+  hg++ і дають мат 
Задача (Р. Реtкоv, Sсhасh, 1981 р.), на зворотний мат,  була використана на конкурсі розв'язувачів 
04.05.2009 р. у м. Полтава.
|   | a | b | c | d | e | f | g | h |   |
| 8 | a7 чорна тура · d7 чорний пішак · e7 біла тура · g7 чорний пішак · h7 чорна тура · b6 білий кінь · d6 чорний пішак · h6 чорний кінь · b5 чорний пішак · d5 білий пішак · e5 білий пішак · f5 чорний король · g5 білий пішак · h5 білий король · b4 чорний слон · e4 білий кінь · h4 біла тура · a3 чорний ферзь · d3 білий пішак · f3 білий пішак · g3 чорний пішак · h3 чорний пішак · d1 білий ферзь · f1 чорний слон | a7 чорна тура · d7 чорний пішак · e7 біла тура · g7 чорний пішак · h7 чорна тура · b6 білий кінь · d6 чорний пішак · h6 чорний кінь · b5 чорний пішак · d5 білий пішак · e5 білий пішак · f5 чорний король · g5 білий пішак · h5 білий король · b4 чорний слон · e4 білий кінь · h4 біла тура · a3 чорний ферзь · d3 білий пішак · f3 білий пішак · g3 чорний пішак · h3 чорний пішак · d1 білий ферзь · f1 чорний слон | a7 чорна тура · d7 чорний пішак · e7 біла тура · g7 чорний пішак · h7 чорна тура · b6 білий кінь · d6 чорний пішак · h6 чорний кінь · b5 чорний пішак · d5 білий пішак · e5 білий пішак · f5 чорний король · g5 білий пішак · h5 білий король · b4 чорний слон · e4 білий кінь · h4 біла тура · a3 чорний ферзь · d3 білий пішак · f3 білий пішак · g3 чорний пішак · h3 чорний пішак · d1 білий ферзь · f1 чорний слон | a7 чорна тура · d7 чорний пішак · e7 біла тура · g7 чорний пішак · h7 чорна тура · b6 білий кінь · d6 чорний пішак · h6 чорний кінь · b5 чорний пішак · d5 білий пішак · e5 білий пішак · f5 чорний король · g5 білий пішак · h5 білий король · b4 чорний слон · e4 білий кінь · h4 біла тура · a3 чорний ферзь · d3 білий пішак · f3 білий пішак · g3 чорний пішак · h3 чорний пішак · d1 білий ферзь · f1 чорний слон | a7 чорна тура · d7 чорний пішак · e7 біла тура · g7 чорний пішак · h7 чорна тура · b6 білий кінь · d6 чорний пішак · h6 чорний кінь · b5 чорний пішак · d5 білий пішак · e5 білий пішак · f5 чорний король · g5 білий пішак · h5 білий король · b4 чорний слон · e4 білий кінь · h4 біла тура · a3 чорний ферзь · d3 білий пішак · f3 білий пішак · g3 чорний пішак · h3 чорний пішак · d1 білий ферзь · f1 чорний слон | a7 чорна тура · d7 чорний пішак · e7 біла тура · g7 чорний пішак · h7 чорна тура · b6 білий кінь · d6 чорний пішак · h6 чорний кінь · b5 чорний пішак · d5 білий пішак · e5 білий пішак · f5 чорний король · g5 білий пішак · h5 білий король · b4 чорний слон · e4 білий кінь · h4 біла тура · a3 чорний ферзь · d3 білий пішак · f3 білий пішак · g3 чорний пішак · h3 чорний пішак · d1 білий ферзь · f1 чорний слон | a7 чорна тура · d7 чорний пішак · e7 біла тура · g7 чорний пішак · h7 чорна тура · b6 білий кінь · d6 чорний пішак · h6 чорний кінь · b5 чорний пішак · d5 білий пішак · e5 білий пішак · f5 чорний король · g5 білий пішак · h5 білий король · b4 чорний слон · e4 білий кінь · h4 біла тура · a3 чорний ферзь · d3 білий пішак · f3 білий пішак · g3 чорний пішак · h3 чорний пішак · d1 білий ферзь · f1 чорний слон | a7 чорна тура · d7 чорний пішак · e7 біла тура · g7 чорний пішак · h7 чорна тура · b6 білий кінь · d6 чорний пішак · h6 чорний кінь · b5 чорний пішак · d5 білий пішак · e5 білий пішак · f5 чорний король · g5 білий пішак · h5 білий король · b4 чорний слон · e4 білий кінь · h4 біла тура · a3 чорний ферзь · d3 білий пішак · f3 білий пішак · g3 чорний пішак · h3 чорний пішак · d1 білий ферзь · f1 чорний слон | 8 |
| 7 | a7 чорна тура · d7 чорний пішак · e7 біла тура · g7 чорний пішак · h7 чорна тура · b6 білий кінь · d6 чорний пішак · h6 чорний кінь · b5 чорний пішак · d5 білий пішак · e5 білий пішак · f5 чорний король · g5 білий пішак · h5 білий король · b4 чорний слон · e4 білий кінь · h4 біла тура · a3 чорний ферзь · d3 білий пішак · f3 білий пішак · g3 чорний пішак · h3 чорний пішак · d1 білий ферзь · f1 чорний слон | a7 чорна тура · d7 чорний пішак · e7 біла тура · g7 чорний пішак · h7 чорна тура · b6 білий кінь · d6 чорний пішак · h6 чорний кінь · b5 чорний пішак · d5 білий пішак · e5 білий пішак · f5 чорний король · g5 білий пішак · h5 білий король · b4 чорний слон · e4 білий кінь · h4 біла тура · a3 чорний ферзь · d3 білий пішак · f3 білий пішак · g3 чорний пішак · h3 чорний пішак · d1 білий ферзь · f1 чорний слон | a7 чорна тура · d7 чорний пішак · e7 біла тура · g7 чорний пішак · h7 чорна тура · b6 білий кінь · d6 чорний пішак · h6 чорний кінь · b5 чорний пішак · d5 білий пішак · e5 білий пішак · f5 чорний король · g5 білий пішак · h5 білий король · b4 чорний слон · e4 білий кінь · h4 біла тура · a3 чорний ферзь · d3 білий пішак · f3 білий пішак · g3 чорний пішак · h3 чорний пішак · d1 білий ферзь · f1 чорний слон | a7 чорна тура · d7 чорний пішак · e7 біла тура · g7 чорний пішак · h7 чорна тура · b6 білий кінь · d6 чорний пішак · h6 чорний кінь · b5 чорний пішак · d5 білий пішак · e5 білий пішак · f5 чорний король · g5 білий пішак · h5 білий король · b4 чорний слон · e4 білий кінь · h4 біла тура · a3 чорний ферзь · d3 білий пішак · f3 білий пішак · g3 чорний пішак · h3 чорний пішак · d1 білий ферзь · f1 чорний слон | a7 чорна тура · d7 чорний пішак · e7 біла тура · g7 чорний пішак · h7 чорна тура · b6 білий кінь · d6 чорний пішак · h6 чорний кінь · b5 чорний пішак · d5 білий пішак · e5 білий пішак · f5 чорний король · g5 білий пішак · h5 білий король · b4 чорний слон · e4 білий кінь · h4 біла тура · a3 чорний ферзь · d3 білий пішак · f3 білий пішак · g3 чорний пішак · h3 чорний пішак · d1 білий ферзь · f1 чорний слон | a7 чорна тура · d7 чорний пішак · e7 біла тура · g7 чорний пішак · h7 чорна тура · b6 білий кінь · d6 чорний пішак · h6 чорний кінь · b5 чорний пішак · d5 білий пішак · e5 білий пішак · f5 чорний король · g5 білий пішак · h5 білий король · b4 чорний слон · e4 білий кінь · h4 біла тура · a3 чорний ферзь · d3 білий пішак · f3 білий пішак · g3 чорний пішак · h3 чорний пішак · d1 білий ферзь · f1 чорний слон | a7 чорна тура · d7 чорний пішак · e7 біла тура · g7 чорний пішак · h7 чорна тура · b6 білий кінь · d6 чорний пішак · h6 чорний кінь · b5 чорний пішак · d5 білий пішак · e5 білий пішак · f5 чорний король · g5 білий пішак · h5 білий король · b4 чорний слон · e4 білий кінь · h4 біла тура · a3 чорний ферзь · d3 білий пішак · f3 білий пішак · g3 чорний пішак · h3 чорний пішак · d1 білий ферзь · f1 чорний слон | a7 чорна тура · d7 чорний пішак · e7 біла тура · g7 чорний пішак · h7 чорна тура · b6 білий кінь · d6 чорний пішак · h6 чорний кінь · b5 чорний пішак · d5 білий пішак · e5 білий пішак · f5 чорний король · g5 білий пішак · h5 білий король · b4 чорний слон · e4 білий кінь · h4 біла тура · a3 чорний ферзь · d3 білий пішак · f3 білий пішак · g3 чорний пішак · h3 чорний пішак · d1 білий ферзь · f1 чорний слон | 7 |
| 6 | a7 чорна тура · d7 чорний пішак · e7 біла тура · g7 чорний пішак · h7 чорна тура · b6 білий кінь · d6 чорний пішак · h6 чорний кінь · b5 чорний пішак · d5 білий пішак · e5 білий пішак · f5 чорний король · g5 білий пішак · h5 білий король · b4 чорний слон · e4 білий кінь · h4 біла тура · a3 чорний ферзь · d3 білий пішак · f3 білий пішак · g3 чорний пішак · h3 чорний пішак · d1 білий ферзь · f1 чорний слон | a7 чорна тура · d7 чорний пішак · e7 біла тура · g7 чорний пішак · h7 чорна тура · b6 білий кінь · d6 чорний пішак · h6 чорний кінь · b5 чорний пішак · d5 білий пішак · e5 білий пішак · f5 чорний король · g5 білий пішак · h5 білий король · b4 чорний слон · e4 білий кінь · h4 біла тура · a3 чорний ферзь · d3 білий пішак · f3 білий пішак · g3 чорний пішак · h3 чорний пішак · d1 білий ферзь · f1 чорний слон | a7 чорна тура · d7 чорний пішак · e7 біла тура · g7 чорний пішак · h7 чорна тура · b6 білий кінь · d6 чорний пішак · h6 чорний кінь · b5 чорний пішак · d5 білий пішак · e5 білий пішак · f5 чорний король · g5 білий пішак · h5 білий король · b4 чорний слон · e4 білий кінь · h4 біла тура · a3 чорний ферзь · d3 білий пішак · f3 білий пішак · g3 чорний пішак · h3 чорний пішак · d1 білий ферзь · f1 чорний слон | a7 чорна тура · d7 чорний пішак · e7 біла тура · g7 чорний пішак · h7 чорна тура · b6 білий кінь · d6 чорний пішак · h6 чорний кінь · b5 чорний пішак · d5 білий пішак · e5 білий пішак · f5 чорний король · g5 білий пішак · h5 білий король · b4 чорний слон · e4 білий кінь · h4 біла тура · a3 чорний ферзь · d3 білий пішак · f3 білий пішак · g3 чорний пішак · h3 чорний пішак · d1 білий ферзь · f1 чорний слон | a7 чорна тура · d7 чорний пішак · e7 біла тура · g7 чорний пішак · h7 чорна тура · b6 білий кінь · d6 чорний пішак · h6 чорний кінь · b5 чорний пішак · d5 білий пішак · e5 білий пішак · f5 чорний король · g5 білий пішак · h5 білий король · b4 чорний слон · e4 білий кінь · h4 біла тура · a3 чорний ферзь · d3 білий пішак · f3 білий пішак · g3 чорний пішак · h3 чорний пішак · d1 білий ферзь · f1 чорний слон | a7 чорна тура · d7 чорний пішак · e7 біла тура · g7 чорний пішак · h7 чорна тура · b6 білий кінь · d6 чорний пішак · h6 чорний кінь · b5 чорний пішак · d5 білий пішак · e5 білий пішак · f5 чорний король · g5 білий пішак · h5 білий король · b4 чорний слон · e4 білий кінь · h4 біла тура · a3 чорний ферзь · d3 білий пішак · f3 білий пішак · g3 чорний пішак · h3 чорний пішак · d1 білий ферзь · f1 чорний слон | a7 чорна тура · d7 чорний пішак · e7 біла тура · g7 чорний пішак · h7 чорна тура · b6 білий кінь · d6 чорний пішак · h6 чорний кінь · b5 чорний пішак · d5 білий пішак · e5 білий пішак · f5 чорний король · g5 білий пішак · h5 білий король · b4 чорний слон · e4 білий кінь · h4 біла тура · a3 чорний ферзь · d3 білий пішак · f3 білий пішак · g3 чорний пішак · h3 чорний пішак · d1 білий ферзь · f1 чорний слон | a7 чорна тура · d7 чорний пішак · e7 біла тура · g7 чорний пішак · h7 чорна тура · b6 білий кінь · d6 чорний пішак · h6 чорний кінь · b5 чорний пішак · d5 білий пішак · e5 білий пішак · f5 чорний король · g5 білий пішак · h5 білий король · b4 чорний слон · e4 білий кінь · h4 біла тура · a3 чорний ферзь · d3 білий пішак · f3 білий пішак · g3 чорний пішак · h3 чорний пішак · d1 білий ферзь · f1 чорний слон | 6 |
| 5 | a7 чорна тура · d7 чорний пішак · e7 біла тура · g7 чорний пішак · h7 чорна тура · b6 білий кінь · d6 чорний пішак · h6 чорний кінь · b5 чорний пішак · d5 білий пішак · e5 білий пішак · f5 чорний король · g5 білий пішак · h5 білий король · b4 чорний слон · e4 білий кінь · h4 біла тура · a3 чорний ферзь · d3 білий пішак · f3 білий пішак · g3 чорний пішак · h3 чорний пішак · d1 білий ферзь · f1 чорний слон | a7 чорна тура · d7 чорний пішак · e7 біла тура · g7 чорний пішак · h7 чорна тура · b6 білий кінь · d6 чорний пішак · h6 чорний кінь · b5 чорний пішак · d5 білий пішак · e5 білий пішак · f5 чорний король · g5 білий пішак · h5 білий король · b4 чорний слон · e4 білий кінь · h4 біла тура · a3 чорний ферзь · d3 білий пішак · f3 білий пішак · g3 чорний пішак · h3 чорний пішак · d1 білий ферзь · f1 чорний слон | a7 чорна тура · d7 чорний пішак · e7 біла тура · g7 чорний пішак · h7 чорна тура · b6 білий кінь · d6 чорний пішак · h6 чорний кінь · b5 чорний пішак · d5 білий пішак · e5 білий пішак · f5 чорний король · g5 білий пішак · h5 білий король · b4 чорний слон · e4 білий кінь · h4 біла тура · a3 чорний ферзь · d3 білий пішак · f3 білий пішак · g3 чорний пішак · h3 чорний пішак · d1 білий ферзь · f1 чорний слон | a7 чорна тура · d7 чорний пішак · e7 біла тура · g7 чорний пішак · h7 чорна тура · b6 білий кінь · d6 чорний пішак · h6 чорний кінь · b5 чорний пішак · d5 білий пішак · e5 білий пішак · f5 чорний король · g5 білий пішак · h5 білий король · b4 чорний слон · e4 білий кінь · h4 біла тура · a3 чорний ферзь · d3 білий пішак · f3 білий пішак · g3 чорний пішак · h3 чорний пішак · d1 білий ферзь · f1 чорний слон | a7 чорна тура · d7 чорний пішак · e7 біла тура · g7 чорний пішак · h7 чорна тура · b6 білий кінь · d6 чорний пішак · h6 чорний кінь · b5 чорний пішак · d5 білий пішак · e5 білий пішак · f5 чорний король · g5 білий пішак · h5 білий король · b4 чорний слон · e4 білий кінь · h4 біла тура · a3 чорний ферзь · d3 білий пішак · f3 білий пішак · g3 чорний пішак · h3 чорний пішак · d1 білий ферзь · f1 чорний слон | a7 чорна тура · d7 чорний пішак · e7 біла тура · g7 чорний пішак · h7 чорна тура · b6 білий кінь · d6 чорний пішак · h6 чорний кінь · b5 чорний пішак · d5 білий пішак · e5 білий пішак · f5 чорний король · g5 білий пішак · h5 білий король · b4 чорний слон · e4 білий кінь · h4 біла тура · a3 чорний ферзь · d3 білий пішак · f3 білий пішак · g3 чорний пішак · h3 чорний пішак · d1 білий ферзь · f1 чорний слон | a7 чорна тура · d7 чорний пішак · e7 біла тура · g7 чорний пішак · h7 чорна тура · b6 білий кінь · d6 чорний пішак · h6 чорний кінь · b5 чорний пішак · d5 білий пішак · e5 білий пішак · f5 чорний король · g5 білий пішак · h5 білий король · b4 чорний слон · e4 білий кінь · h4 біла тура · a3 чорний ферзь · d3 білий пішак · f3 білий пішак · g3 чорний пішак · h3 чорний пішак · d1 білий ферзь · f1 чорний слон | a7 чорна тура · d7 чорний пішак · e7 біла тура · g7 чорний пішак · h7 чорна тура · b6 білий кінь · d6 чорний пішак · h6 чорний кінь · b5 чорний пішак · d5 білий пішак · e5 білий пішак · f5 чорний король · g5 білий пішак · h5 білий король · b4 чорний слон · e4 білий кінь · h4 біла тура · a3 чорний ферзь · d3 білий пішак · f3 білий пішак · g3 чорний пішак · h3 чорний пішак · d1 білий ферзь · f1 чорний слон | 5 |
| 4 | a7 чорна тура · d7 чорний пішак · e7 біла тура · g7 чорний пішак · h7 чорна тура · b6 білий кінь · d6 чорний пішак · h6 чорний кінь · b5 чорний пішак · d5 білий пішак · e5 білий пішак · f5 чорний король · g5 білий пішак · h5 білий король · b4 чорний слон · e4 білий кінь · h4 біла тура · a3 чорний ферзь · d3 білий пішак · f3 білий пішак · g3 чорний пішак · h3 чорний пішак · d1 білий ферзь · f1 чорний слон | a7 чорна тура · d7 чорний пішак · e7 біла тура · g7 чорний пішак · h7 чорна тура · b6 білий кінь · d6 чорний пішак · h6 чорний кінь · b5 чорний пішак · d5 білий пішак · e5 білий пішак · f5 чорний король · g5 білий пішак · h5 білий король · b4 чорний слон · e4 білий кінь · h4 біла тура · a3 чорний ферзь · d3 білий пішак · f3 білий пішак · g3 чорний пішак · h3 чорний пішак · d1 білий ферзь · f1 чорний слон | a7 чорна тура · d7 чорний пішак · e7 біла тура · g7 чорний пішак · h7 чорна тура · b6 білий кінь · d6 чорний пішак · h6 чорний кінь · b5 чорний пішак · d5 білий пішак · e5 білий пішак · f5 чорний король · g5 білий пішак · h5 білий король · b4 чорний слон · e4 білий кінь · h4 біла тура · a3 чорний ферзь · d3 білий пішак · f3 білий пішак · g3 чорний пішак · h3 чорний пішак · d1 білий ферзь · f1 чорний слон | a7 чорна тура · d7 чорний пішак · e7 біла тура · g7 чорний пішак · h7 чорна тура · b6 білий кінь · d6 чорний пішак · h6 чорний кінь · b5 чорний пішак · d5 білий пішак · e5 білий пішак · f5 чорний король · g5 білий пішак · h5 білий король · b4 чорний слон · e4 білий кінь · h4 біла тура · a3 чорний ферзь · d3 білий пішак · f3 білий пішак · g3 чорний пішак · h3 чорний пішак · d1 білий ферзь · f1 чорний слон | a7 чорна тура · d7 чорний пішак · e7 біла тура · g7 чорний пішак · h7 чорна тура · b6 білий кінь · d6 чорний пішак · h6 чорний кінь · b5 чорний пішак · d5 білий пішак · e5 білий пішак · f5 чорний король · g5 білий пішак · h5 білий король · b4 чорний слон · e4 білий кінь · h4 біла тура · a3 чорний ферзь · d3 білий пішак · f3 білий пішак · g3 чорний пішак · h3 чорний пішак · d1 білий ферзь · f1 чорний слон | a7 чорна тура · d7 чорний пішак · e7 біла тура · g7 чорний пішак · h7 чорна тура · b6 білий кінь · d6 чорний пішак · h6 чорний кінь · b5 чорний пішак · d5 білий пішак · e5 білий пішак · f5 чорний король · g5 білий пішак · h5 білий король · b4 чорний слон · e4 білий кінь · h4 біла тура · a3 чорний ферзь · d3 білий пішак · f3 білий пішак · g3 чорний пішак · h3 чорний пішак · d1 білий ферзь · f1 чорний слон | a7 чорна тура · d7 чорний пішак · e7 біла тура · g7 чорний пішак · h7 чорна тура · b6 білий кінь · d6 чорний пішак · h6 чорний кінь · b5 чорний пішак · d5 білий пішак · e5 білий пішак · f5 чорний король · g5 білий пішак · h5 білий король · b4 чорний слон · e4 білий кінь · h4 біла тура · a3 чорний ферзь · d3 білий пішак · f3 білий пішак · g3 чорний пішак · h3 чорний пішак · d1 білий ферзь · f1 чорний слон | a7 чорна тура · d7 чорний пішак · e7 біла тура · g7 чорний пішак · h7 чорна тура · b6 білий кінь · d6 чорний пішак · h6 чорний кінь · b5 чорний пішак · d5 білий пішак · e5 білий пішак · f5 чорний король · g5 білий пішак · h5 білий король · b4 чорний слон · e4 білий кінь · h4 біла тура · a3 чорний ферзь · d3 білий пішак · f3 білий пішак · g3 чорний пішак · h3 чорний пішак · d1 білий ферзь · f1 чорний слон | 4 |
| 3 | a7 чорна тура · d7 чорний пішак · e7 біла тура · g7 чорний пішак · h7 чорна тура · b6 білий кінь · d6 чорний пішак · h6 чорний кінь · b5 чорний пішак · d5 білий пішак · e5 білий пішак · f5 чорний король · g5 білий пішак · h5 білий король · b4 чорний слон · e4 білий кінь · h4 біла тура · a3 чорний ферзь · d3 білий пішак · f3 білий пішак · g3 чорний пішак · h3 чорний пішак · d1 білий ферзь · f1 чорний слон | a7 чорна тура · d7 чорний пішак · e7 біла тура · g7 чорний пішак · h7 чорна тура · b6 білий кінь · d6 чорний пішак · h6 чорний кінь · b5 чорний пішак · d5 білий пішак · e5 білий пішак · f5 чорний король · g5 білий пішак · h5 білий король · b4 чорний слон · e4 білий кінь · h4 біла тура · a3 чорний ферзь · d3 білий пішак · f3 білий пішак · g3 чорний пішак · h3 чорний пішак · d1 білий ферзь · f1 чорний слон | a7 чорна тура · d7 чорний пішак · e7 біла тура · g7 чорний пішак · h7 чорна тура · b6 білий кінь · d6 чорний пішак · h6 чорний кінь · b5 чорний пішак · d5 білий пішак · e5 білий пішак · f5 чорний король · g5 білий пішак · h5 білий король · b4 чорний слон · e4 білий кінь · h4 біла тура · a3 чорний ферзь · d3 білий пішак · f3 білий пішак · g3 чорний пішак · h3 чорний пішак · d1 білий ферзь · f1 чорний слон | a7 чорна тура · d7 чорний пішак · e7 біла тура · g7 чорний пішак · h7 чорна тура · b6 білий кінь · d6 чорний пішак · h6 чорний кінь · b5 чорний пішак · d5 білий пішак · e5 білий пішак · f5 чорний король · g5 білий пішак · h5 білий король · b4 чорний слон · e4 білий кінь · h4 біла тура · a3 чорний ферзь · d3 білий пішак · f3 білий пішак · g3 чорний пішак · h3 чорний пішак · d1 білий ферзь · f1 чорний слон | a7 чорна тура · d7 чорний пішак · e7 біла тура · g7 чорний пішак · h7 чорна тура · b6 білий кінь · d6 чорний пішак · h6 чорний кінь · b5 чорний пішак · d5 білий пішак · e5 білий пішак · f5 чорний король · g5 білий пішак · h5 білий король · b4 чорний слон · e4 білий кінь · h4 біла тура · a3 чорний ферзь · d3 білий пішак · f3 білий пішак · g3 чорний пішак · h3 чорний пішак · d1 білий ферзь · f1 чорний слон | a7 чорна тура · d7 чорний пішак · e7 біла тура · g7 чорний пішак · h7 чорна тура · b6 білий кінь · d6 чорний пішак · h6 чорний кінь · b5 чорний пішак · d5 білий пішак · e5 білий пішак · f5 чорний король · g5 білий пішак · h5 білий король · b4 чорний слон · e4 білий кінь · h4 біла тура · a3 чорний ферзь · d3 білий пішак · f3 білий пішак · g3 чорний пішак · h3 чорний пішак · d1 білий ферзь · f1 чорний слон | a7 чорна тура · d7 чорний пішак · e7 біла тура · g7 чорний пішак · h7 чорна тура · b6 білий кінь · d6 чорний пішак · h6 чорний кінь · b5 чорний пішак · d5 білий пішак · e5 білий пішак · f5 чорний король · g5 білий пішак · h5 білий король · b4 чорний слон · e4 білий кінь · h4 біла тура · a3 чорний ферзь · d3 білий пішак · f3 білий пішак · g3 чорний пішак · h3 чорний пішак · d1 білий ферзь · f1 чорний слон | a7 чорна тура · d7 чорний пішак · e7 біла тура · g7 чорний пішак · h7 чорна тура · b6 білий кінь · d6 чорний пішак · h6 чорний кінь · b5 чорний пішак · d5 білий пішак · e5 білий пішак · f5 чорний король · g5 білий пішак · h5 білий король · b4 чорний слон · e4 білий кінь · h4 біла тура · a3 чорний ферзь · d3 білий пішак · f3 білий пішак · g3 чорний пішак · h3 чорний пішак · d1 білий ферзь · f1 чорний слон | 3 |
| 2 | a7 чорна тура · d7 чорний пішак · e7 біла тура · g7 чорний пішак · h7 чорна тура · b6 білий кінь · d6 чорний пішак · h6 чорний кінь · b5 чорний пішак · d5 білий пішак · e5 білий пішак · f5 чорний король · g5 білий пішак · h5 білий король · b4 чорний слон · e4 білий кінь · h4 біла тура · a3 чорний ферзь · d3 білий пішак · f3 білий пішак · g3 чорний пішак · h3 чорний пішак · d1 білий ферзь · f1 чорний слон | a7 чорна тура · d7 чорний пішак · e7 біла тура · g7 чорний пішак · h7 чорна тура · b6 білий кінь · d6 чорний пішак · h6 чорний кінь · b5 чорний пішак · d5 білий пішак · e5 білий пішак · f5 чорний король · g5 білий пішак · h5 білий король · b4 чорний слон · e4 білий кінь · h4 біла тура · a3 чорний ферзь · d3 білий пішак · f3 білий пішак · g3 чорний пішак · h3 чорний пішак · d1 білий ферзь · f1 чорний слон | a7 чорна тура · d7 чорний пішак · e7 біла тура · g7 чорний пішак · h7 чорна тура · b6 білий кінь · d6 чорний пішак · h6 чорний кінь · b5 чорний пішак · d5 білий пішак · e5 білий пішак · f5 чорний король · g5 білий пішак · h5 білий король · b4 чорний слон · e4 білий кінь · h4 біла тура · a3 чорний ферзь · d3 білий пішак · f3 білий пішак · g3 чорний пішак · h3 чорний пішак · d1 білий ферзь · f1 чорний слон | a7 чорна тура · d7 чорний пішак · e7 біла тура · g7 чорний пішак · h7 чорна тура · b6 білий кінь · d6 чорний пішак · h6 чорний кінь · b5 чорний пішак · d5 білий пішак · e5 білий пішак · f5 чорний король · g5 білий пішак · h5 білий король · b4 чорний слон · e4 білий кінь · h4 біла тура · a3 чорний ферзь · d3 білий пішак · f3 білий пішак · g3 чорний пішак · h3 чорний пішак · d1 білий ферзь · f1 чорний слон | a7 чорна тура · d7 чорний пішак · e7 біла тура · g7 чорний пішак · h7 чорна тура · b6 білий кінь · d6 чорний пішак · h6 чорний кінь · b5 чорний пішак · d5 білий пішак · e5 білий пішак · f5 чорний король · g5 білий пішак · h5 білий король · b4 чорний слон · e4 білий кінь · h4 біла тура · a3 чорний ферзь · d3 білий пішак · f3 білий пішак · g3 чорний пішак · h3 чорний пішак · d1 білий ферзь · f1 чорний слон | a7 чорна тура · d7 чорний пішак · e7 біла тура · g7 чорний пішак · h7 чорна тура · b6 білий кінь · d6 чорний пішак · h6 чорний кінь · b5 чорний пішак · d5 білий пішак · e5 білий пішак · f5 чорний король · g5 білий пішак · h5 білий король · b4 чорний слон · e4 білий кінь · h4 біла тура · a3 чорний ферзь · d3 білий пішак · f3 білий пішак · g3 чорний пішак · h3 чорний пішак · d1 білий ферзь · f1 чорний слон | a7 чорна тура · d7 чорний пішак · e7 біла тура · g7 чорний пішак · h7 чорна тура · b6 білий кінь · d6 чорний пішак · h6 чорний кінь · b5 чорний пішак · d5 білий пішак · e5 білий пішак · f5 чорний король · g5 білий пішак · h5 білий король · b4 чорний слон · e4 білий кінь · h4 біла тура · a3 чорний ферзь · d3 білий пішак · f3 білий пішак · g3 чорний пішак · h3 чорний пішак · d1 білий ферзь · f1 чорний слон | a7 чорна тура · d7 чорний пішак · e7 біла тура · g7 чорний пішак · h7 чорна тура · b6 білий кінь · d6 чорний пішак · h6 чорний кінь · b5 чорний пішак · d5 білий пішак · e5 білий пішак · f5 чорний король · g5 білий пішак · h5 білий король · b4 чорний слон · e4 білий кінь · h4 біла тура · a3 чорний ферзь · d3 білий пішак · f3 білий пішак · g3 чорний пішак · h3 чорний пішак · d1 білий ферзь · f1 чорний слон | 2 |
| 1 | a7 чорна тура · d7 чорний пішак · e7 біла тура · g7 чорний пішак · h7 чорна тура · b6 білий кінь · d6 чорний пішак · h6 чорний кінь · b5 чорний пішак · d5 білий пішак · e5 білий пішак · f5 чорний король · g5 білий пішак · h5 білий король · b4 чорний слон · e4 білий кінь · h4 біла тура · a3 чорний ферзь · d3 білий пішак · f3 білий пішак · g3 чорний пішак · h3 чорний пішак · d1 білий ферзь · f1 чорний слон | a7 чорна тура · d7 чорний пішак · e7 біла тура · g7 чорний пішак · h7 чорна тура · b6 білий кінь · d6 чорний пішак · h6 чорний кінь · b5 чорний пішак · d5 білий пішак · e5 білий пішак · f5 чорний король · g5 білий пішак · h5 білий король · b4 чорний слон · e4 білий кінь · h4 біла тура · a3 чорний ферзь · d3 білий пішак · f3 білий пішак · g3 чорний пішак · h3 чорний пішак · d1 білий ферзь · f1 чорний слон | a7 чорна тура · d7 чорний пішак · e7 біла тура · g7 чорний пішак · h7 чорна тура · b6 білий кінь · d6 чорний пішак · h6 чорний кінь · b5 чорний пішак · d5 білий пішак · e5 білий пішак · f5 чорний король · g5 білий пішак · h5 білий король · b4 чорний слон · e4 білий кінь · h4 біла тура · a3 чорний ферзь · d3 білий пішак · f3 білий пішак · g3 чорний пішак · h3 чорний пішак · d1 білий ферзь · f1 чорний слон | a7 чорна тура · d7 чорний пішак · e7 біла тура · g7 чорний пішак · h7 чорна тура · b6 білий кінь · d6 чорний пішак · h6 чорний кінь · b5 чорний пішак · d5 білий пішак · e5 білий пішак · f5 чорний король · g5 білий пішак · h5 білий король · b4 чорний слон · e4 білий кінь · h4 біла тура · a3 чорний ферзь · d3 білий пішак · f3 білий пішак · g3 чорний пішак · h3 чорний пішак · d1 білий ферзь · f1 чорний слон | a7 чорна тура · d7 чорний пішак · e7 біла тура · g7 чорний пішак · h7 чорна тура · b6 білий кінь · d6 чорний пішак · h6 чорний кінь · b5 чорний пішак · d5 білий пішак · e5 білий пішак · f5 чорний король · g5 білий пішак · h5 білий король · b4 чорний слон · e4 білий кінь · h4 біла тура · a3 чорний ферзь · d3 білий пішак · f3 білий пішак · g3 чорний пішак · h3 чорний пішак · d1 білий ферзь · f1 чорний слон | a7 чорна тура · d7 чорний пішак · e7 біла тура · g7 чорний пішак · h7 чорна тура · b6 білий кінь · d6 чорний пішак · h6 чорний кінь · b5 чорний пішак · d5 білий пішак · e5 білий пішак · f5 чорний король · g5 білий пішак · h5 білий король · b4 чорний слон · e4 білий кінь · h4 біла тура · a3 чорний ферзь · d3 білий пішак · f3 білий пішак · g3 чорний пішак · h3 чорний пішак · d1 білий ферзь · f1 чорний слон | a7 чорна тура · d7 чорний пішак · e7 біла тура · g7 чорний пішак · h7 чорна тура · b6 білий кінь · d6 чорний пішак · h6 чорний кінь · b5 чорний пішак · d5 білий пішак · e5 білий пішак · f5 чорний король · g5 білий пішак · h5 білий король · b4 чорний слон · e4 білий кінь · h4 біла тура · a3 чорний ферзь · d3 білий пішак · f3 білий пішак · g3 чорний пішак · h3 чорний пішак · d1 білий ферзь · f1 чорний слон | a7 чорна тура · d7 чорний пішак · e7 біла тура · g7 чорний пішак · h7 чорна тура · b6 білий кінь · d6 чорний пішак · h6 чорний кінь · b5 чорний пішак · d5 білий пішак · e5 білий пішак · f5 чорний король · g5 білий пішак · h5 білий король · b4 чорний слон · e4 білий кінь · h4 біла тура · a3 чорний ферзь · d3 білий пішак · f3 білий пішак · g3 чорний пішак · h3 чорний пішак · d1 білий ферзь · f1 чорний слон | 1 |
|   | a | b | c | d | e | f | g | h |   |

1. Фа4!   ~
2. К:d6    С:d6 
3. Фg4+!    К:g4++ (мат)        
1.  ...   Ф:а4 
2. d4   ~ 
3. Tf7+   і K:f7++ (мат)    
1. ...  Та4 
2. К:d7   ~ 
3. Tf7+   і K:f7++ (мат)
1. ...  bа
2. Кс4   ~
3. Тf7+    і K:f7++ (мат)